# Aboim (Fafe)
Aboim ist ein Ort und eine ehemalige Gemeinde (Freguesia) im Norden Portugals.
Aboim gehört zum Kreis Fafe im Distrikt Braga. Die Gemeinde hatte eine Fläche von 11,5 km² und 354 Einwohner (Stand 30. Juni 2011).
Am 29. September 2013 wurden die Gemeinden Aboim, Felgueiras, Gontim und Pedraído zur neuen Gemeinde União das Freguesias de Aboim, Felgueiras, Gontim e Pedraído zusammengeschlossen. Aboim ist Sitz dieser neu gebildeten Gemeinde.

## Bauwerke
- Moinho de Aboim

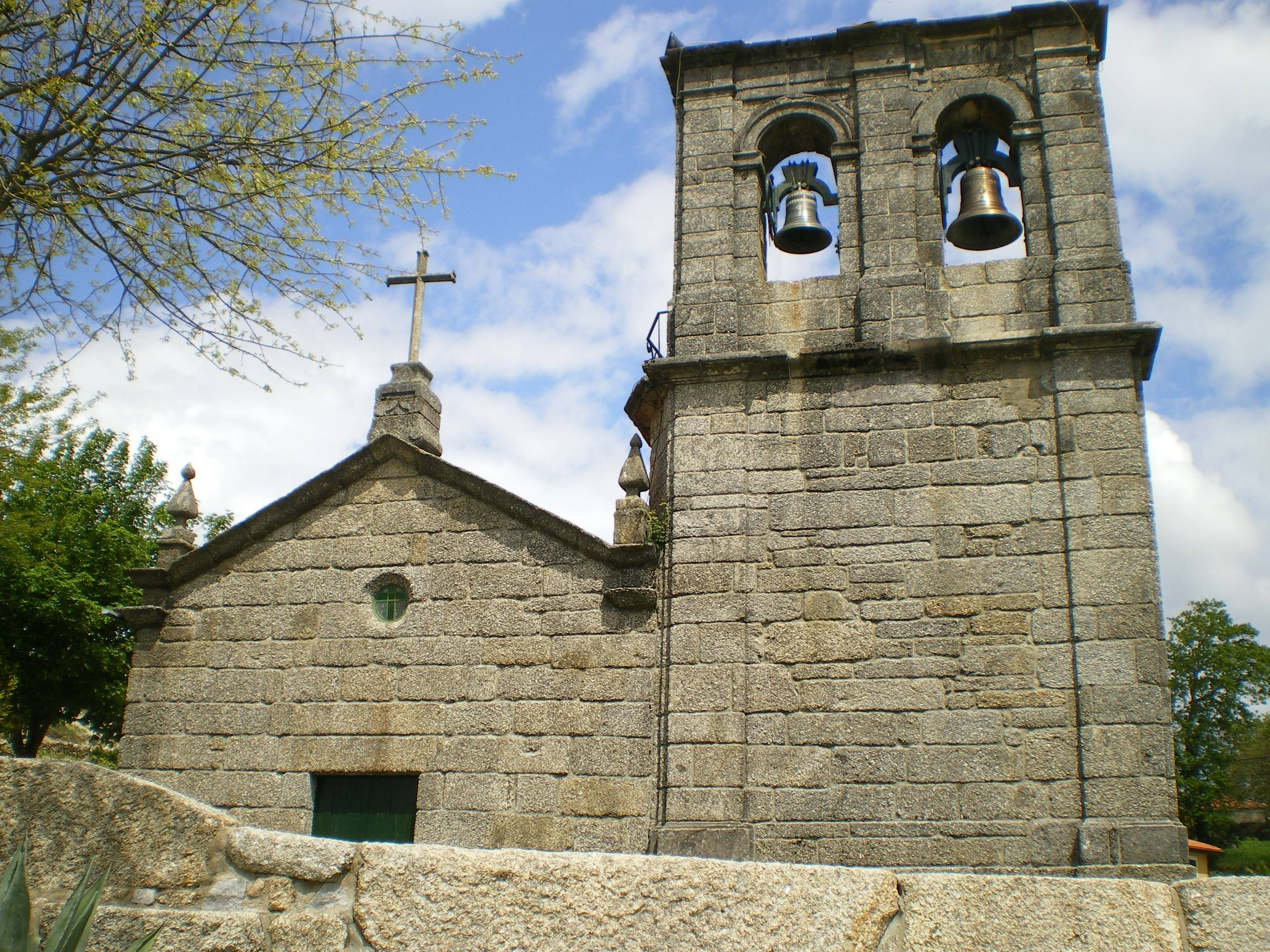
Kirche
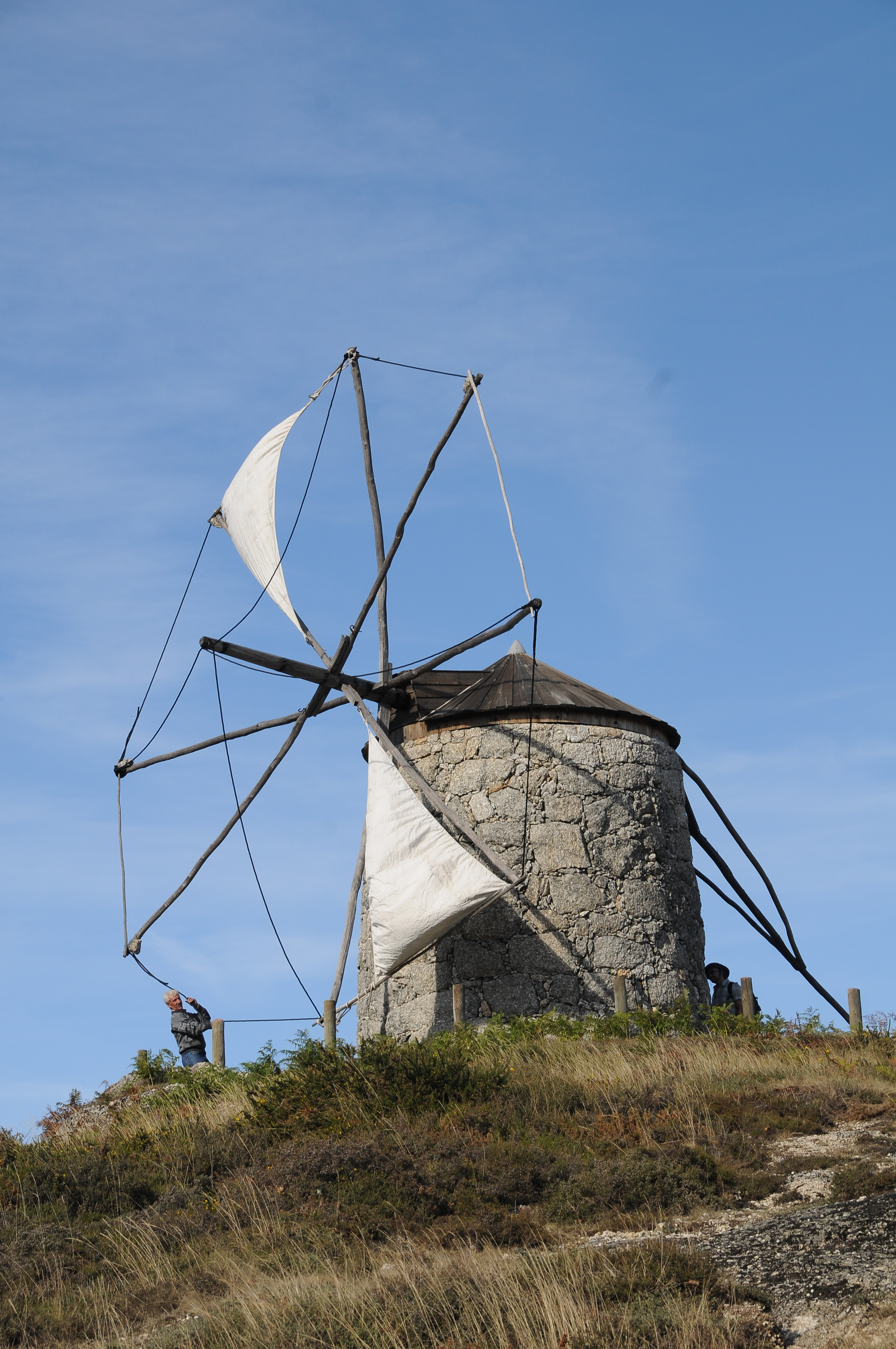
Windmühle
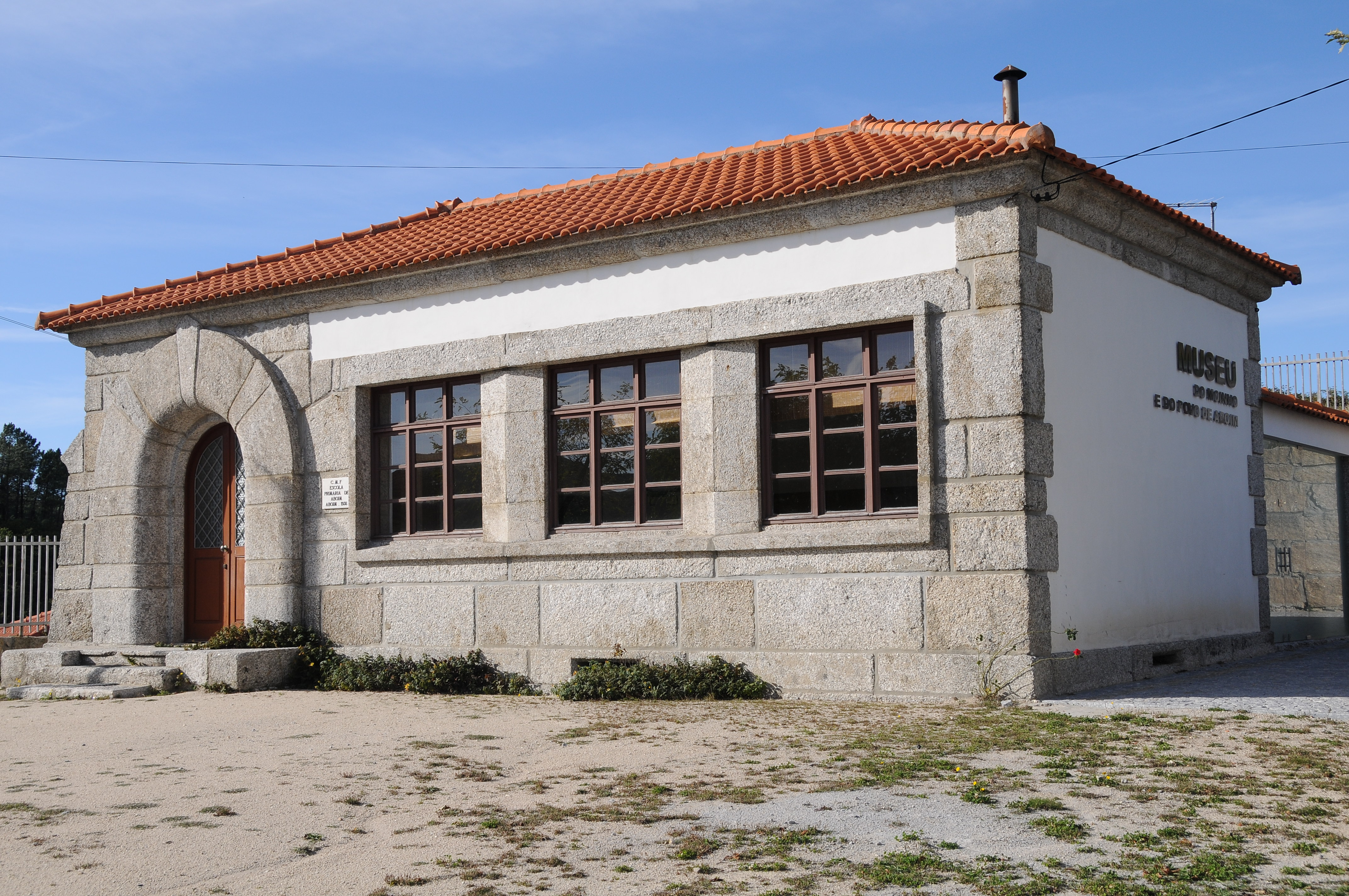
Museum